# Psychotria sohmeriana
Psychotria sohmeriana är en måreväxtart som beskrevs av Ian Mark Turner. Psychotria sohmeriana ingår i släktet Psychotria och familjen måreväxter. Inga underarter finns listade i Catalogue of Life.